# Pitcairnia heydlauffii
Pitcairnia heydlauffii là một loài thực vật có hoa trong họ Bromeliaceae. Loài này được R.Vásquez & Ibisch mô tả khoa học đầu tiên năm 2000.

## Hình ảnh

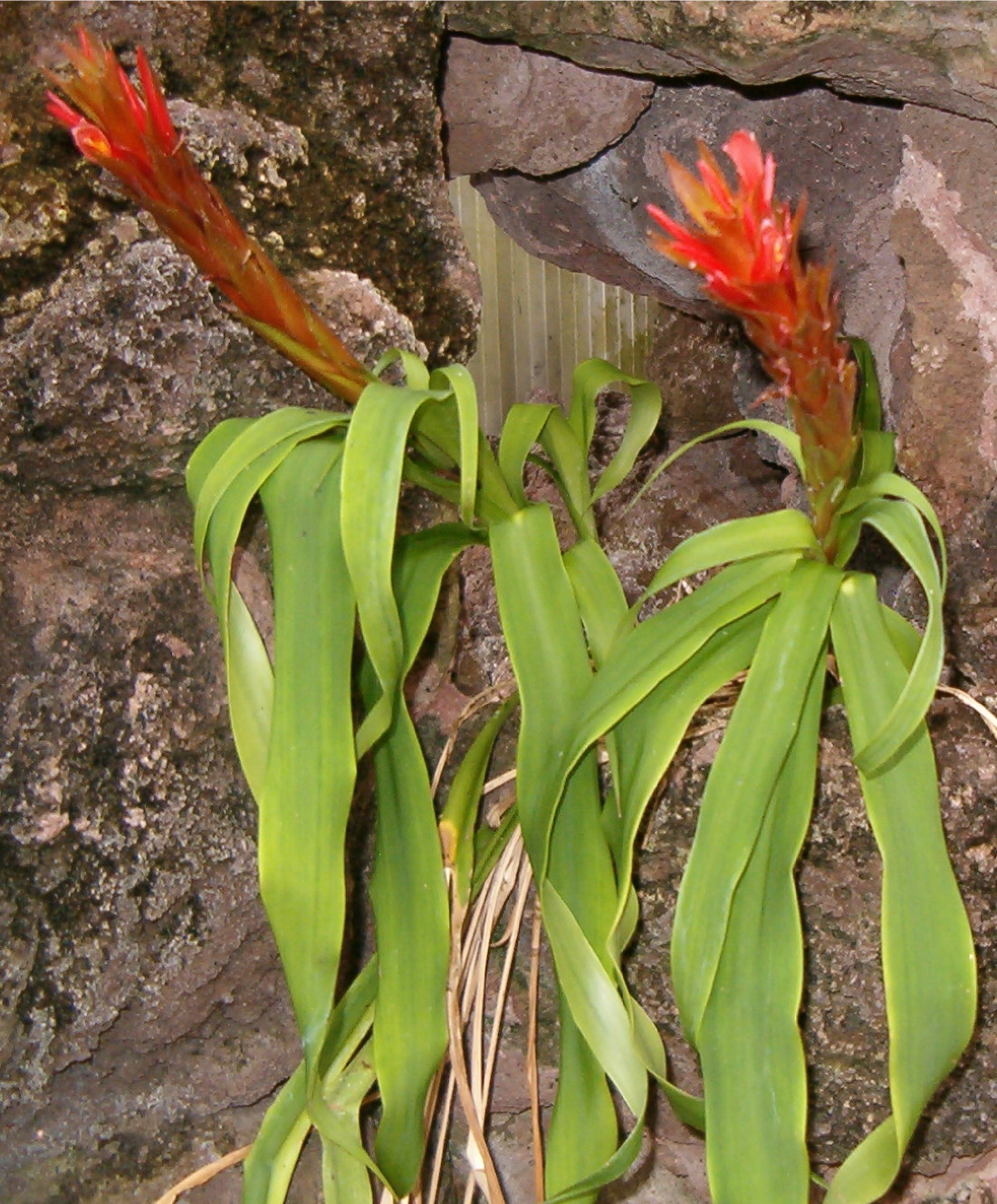